# Museo de Sitio de Monte Albán
El Museo de Sitio de la Zona Arqueológica de Monte Albán está localizado afuera de la zona arqueológica de Monte Alban. Su principal tema es la cultura Zapoteca, abarcando aspectos como escritura, arquitectura, cronología, comercio y prácticas funerarias.

## Salas
El museo está formado por siete salas de temática permanente y 3 salas de exhibición temporal:

### Salas de exposición permanente

#### Introducción
Expone la historia del descubrimiento de la zona arqueológica a través de exploradores como Guillermo Dupaix, J.B. Carriedo, Johann von Müller, Désiré Charnay y A.F. Bandelier, entre otros.

#### Arquitectura
Se presentan las características de las viviendas y construcciones públicas. También se detallan las innovaciones de diseño y dificultades que tuvieron que superar los constructores.

#### Cerámica
Colección de objetos cotidianos y rituales.

#### Escritura
Se muestran 32 estelas, el primer sistema de escritura de Mesoamérica.

#### Comercio e Intercambio
Los zapotecas establecieron relaciones comerciales de carácter local y con otras regiones, entre ellas Teotihuacán.

#### Colección Ósea
Se exhibe la colección de restos humanos que se han utilizado para conocer más de los habitantes de Monte Albán, su complexión, padecimientos y prácticas quirúrgicas de deformación.

#### El Colapso
Después que la población abandonó Monte Albán (un poco después de 800 d. C.) La ciudad seguía considerándose sagrada. En esta sala, se encuentra pruebas de los entierros que siguieron teniendo lugar en la ciudad después de su caída.

### Salas de exhibición temporal
Exposiciones con una rotación de 3 por año, relacionadas con la cultura zapoteca o los lugares aledaños a Monte Albán.